# Cartas de Ishihara

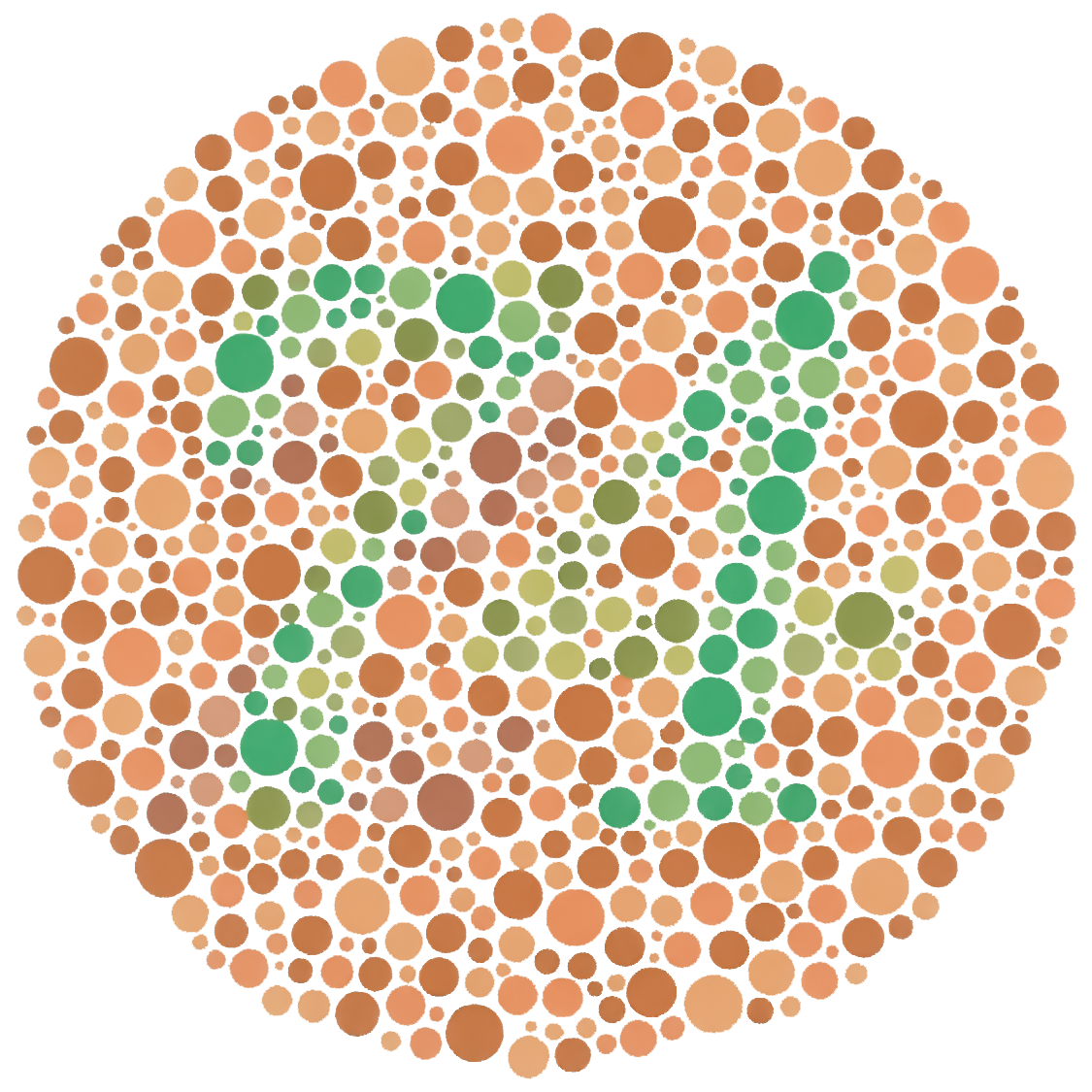
Ejemplo de una carta de color Ishihara. El número "74" debe ser claramente visible para los individuos con visión normal. Las personas con anomalía de tricromacia pueden leer "21", y aquellos con visión acromática no observarán nada.

Carta en blanco y negro para que incluso los daltónicos totales puedan hacerse una idea de cómo funciona el test. Busque el número representado por puntos de un color diferente.

Las cartas de Ishihara se utilizan en el diagnóstico del daltonismo (deficiencias del rojo-verde). Recibieron el nombre de su diseñador, el doctor Shinobu Ishihara, profesor de la Universidad de Tokio, quien fue el primero en publicar sus ensayos en 1917.

## Prueba
La prueba consiste en una serie de cartas de colores, llamadas cartas de Ishihara, cada una de las cuales contiene círculos de puntos de colores y tamaños aleatorios. En el patrón de puntos se forma un número visible para aquellos con visión normal e invisible o difícil de ver para aquellos con un defecto de visión. La prueba completa consta de 38 discos, pero la existencia de una deficiencia suele ser clara después de unas cuantas cartas. Usando las primeras 25 placas se obtiene un diagnóstico preciso de la severidad en la deficiencia de visión.

## Tipos
Las cartas comúnmente incluyen un círculo de puntos en tonos azules, verdes y con una figura diferenciada en tonos de marrón. Igualmente existen círculos en tonos de rojo, amarillo y naranja con figuras en tonos verdes. Las primeras se usan para detectar protanopia y las segundas para detectar deuteranopia. La carta 12 es visible para todos los pacientes. Se utiliza para detectar a aquellas personas que están simulando.[cita requerida]

## Galería

Carta de Ishihara No. 1 (12)
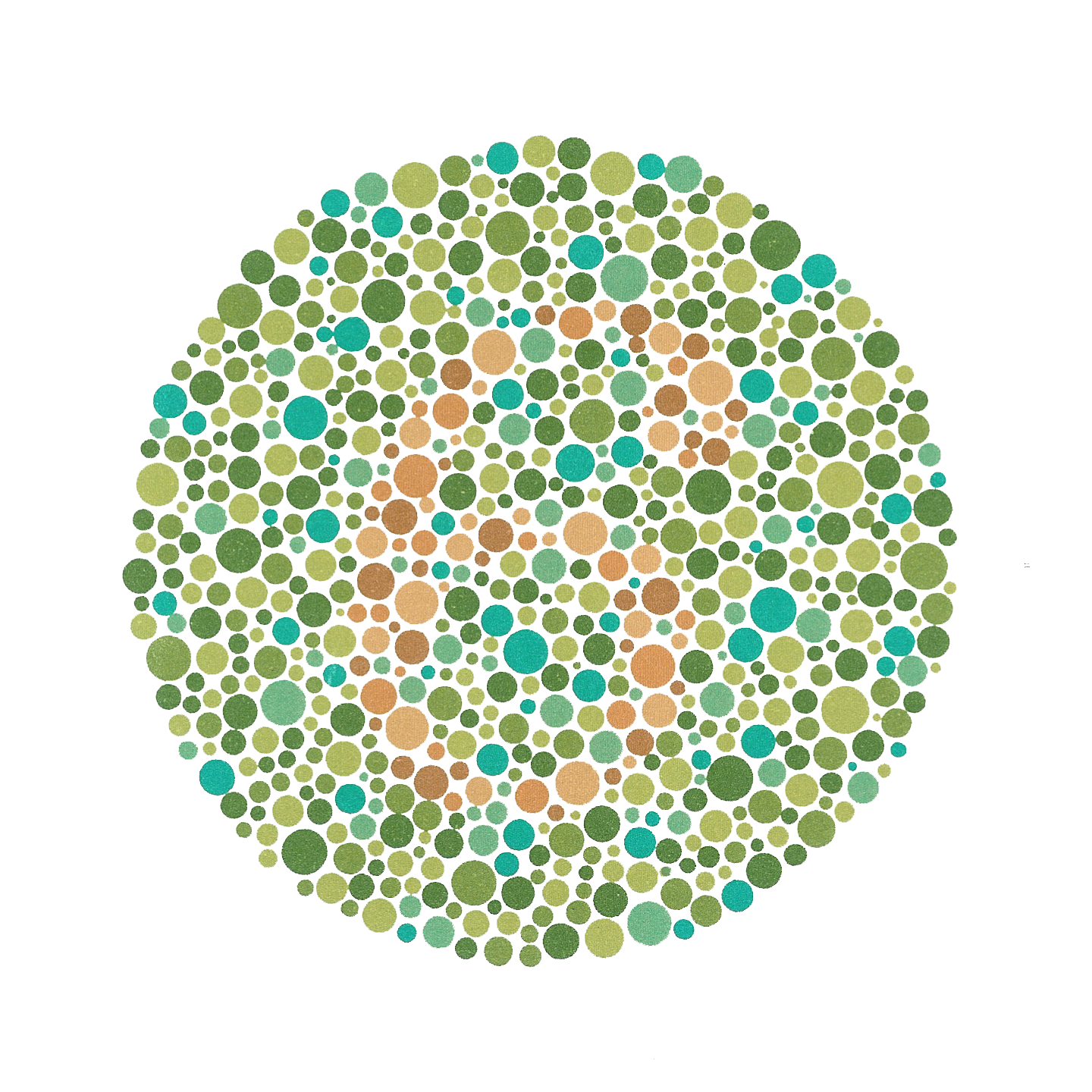
Carta de Ishihara No. 11 (6)
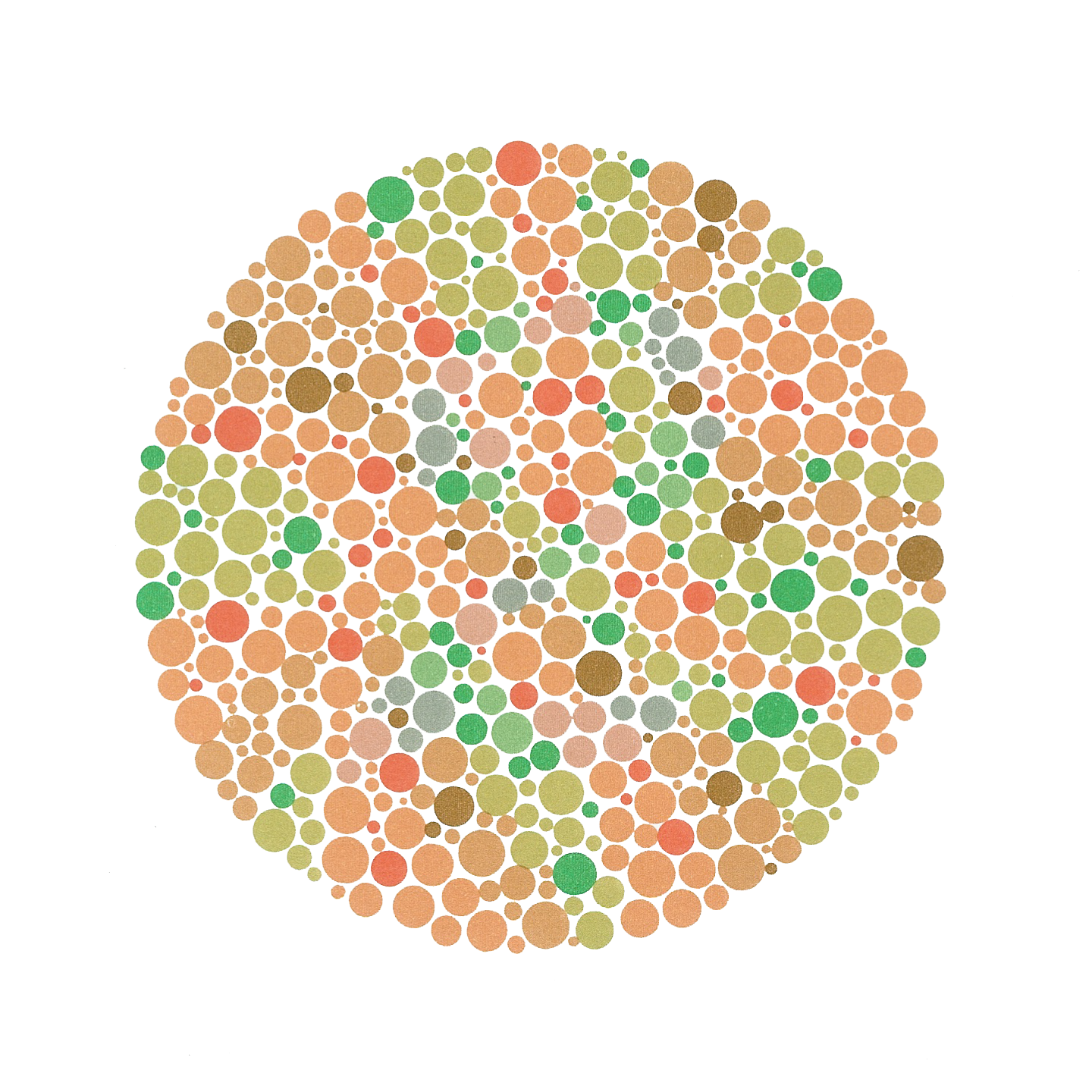
Carta de Ishihara No. 19 (2)  (muchos de los que tienen daltonismo rojo-verde pueden trazar una línea, pero no los que tienen visión normal del color)
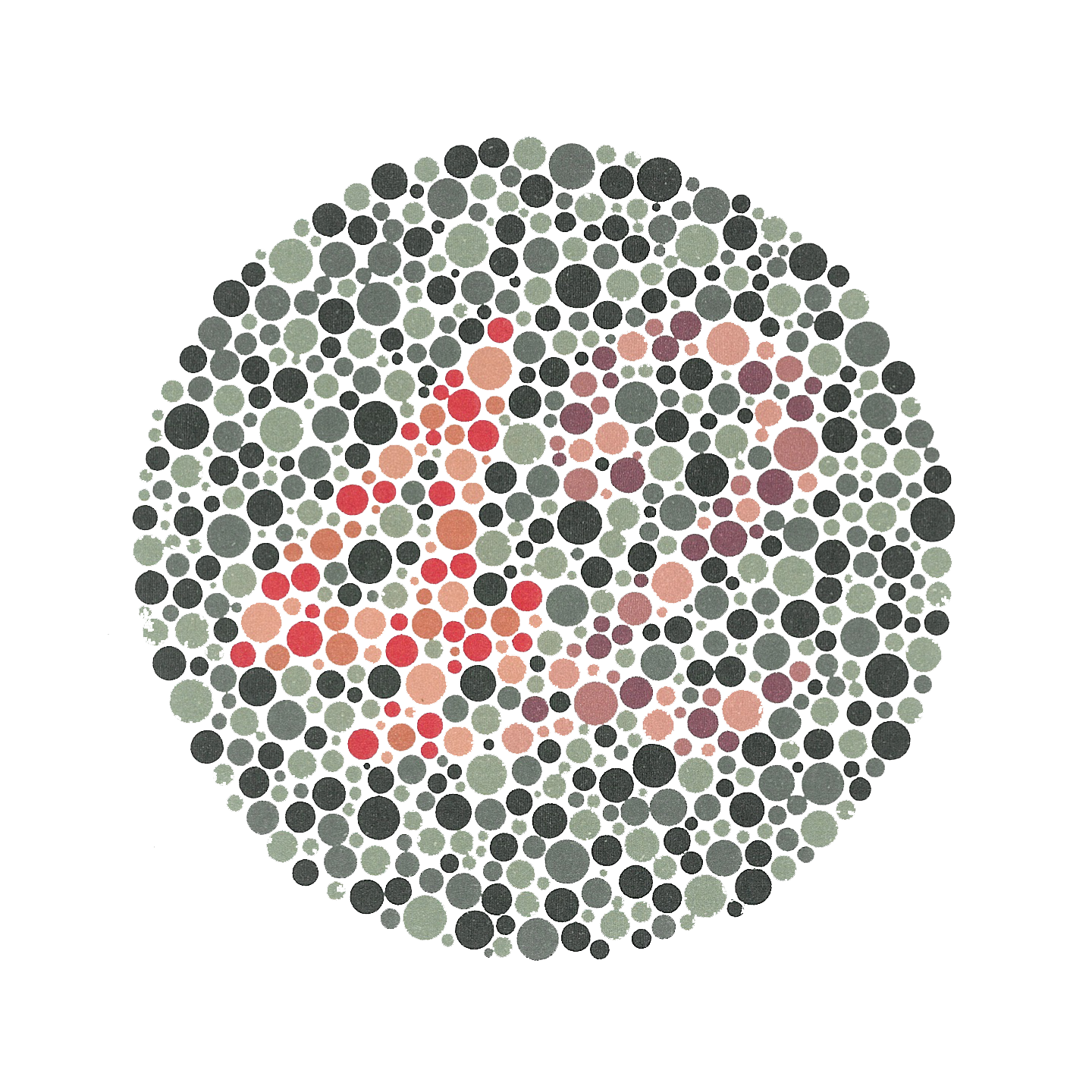
Carta de Ishihara No. 23 (42)